# Молочне (Калінінградська область)
Молочне (рос. Молочное) — селище Зеленоградського району, Калінінградської області Росії. Входить до складу Ковровського сільського поселення.
Населення — 1 особа (2015 рік).

## Населення
| 2002 | 2010 |
| ---- | ---- |
| 4    | ↘1   |